# Cristóvão de Moura e Távora
Cristóvão de Moura e Távora   (Lisboa, 1538 (Gregorià) - Madrid, 1613) conegut també pel seu nom castellanitzat Cristóbal de Moura, fou un noble portuguès, líder del partit espanyol en la crisi successòria de 1580, quan el rei de Portugal Sebastià I va morir sense deixar descendents. Cristóvao de Moura va saber aprofitar els seus nombrosos contactes per captar adhesions al nomenament de Felip II com a rei de Portugal i va negociar hàbilment fomentant les divergències polítiques entre els altres candidats.
Un cop consumada la Unió Ibèrica, va seguir essent un polític molt influent a la cort i va exercir dos cops el càrrec de virrei de Portugal. Felip II li va atorgar el títol de comte de Castel-Rodrigo que Felip III va elevar a marquesat.